# Verginia
Verginia, även Virginia (av latinets virgo, ”jungfru”), född 465 f.Kr., död 449 f.Kr., var en ung romersk kvinna som omtalas i Livius Ab Urbe Condita. Konsuln Appius Claudius, en av decemvirerna, greps av åtrå efter den mycket vackra Verginia, som var förlovad med Lucius Icilius. Claudius försökte med alla medel få Verginia i sitt våld.
När Verginias far, centurionen Verginius, var utanför Rom med hären, lät Claudius kidnappa Verginia under förespegling att hon egentligen var en av hans slavinnor. Claudius spred lögnen att Verginia inte var dotter till Verginius och drog henne inför domstol. Folket tog Verginias parti, och då rättegången uppsköts en dag, hann fadern och fästmannen anlända till domstolen. Dagen därpå anklagade Claudius fadern och fästmannen för att planera ett uppror. Då Verginius förstod att domstolen inte skulle ta hans parti, sade han till sin dotter: ”Jag ger dig friheten, min dotter, på det enda sätt jag kan”, och högg henne i bröstet. Det hela utspelades vid Venus Cloacinas helgedom på Forum Romanum.